# Serge Turgeon
Pour les articles homonymes, voir Turgeon.
Serge Turgeon (né à Montréal le 12 mars 1946, mort le 18 mai 2004) est un acteur québécois.

## Biographie
Il a commencé sa carrière à l'âge de 17 ans avec la troupe de théâtre « Les Apprentis-Sorciers ». Il a été acteur puis a participé à de nombreux téléromans à la télévision québécoise, entre autres, Les Belles Histoires des pays d'en haut, Rue des Pignons, Terre humaine, Entre chien et Loup, Robert et compagnie. Il a ensuite été animateur de radio sur les ondes de différentes stations québécoises dont, CJMS, CFGL-FM et CIEL-MF, et il était chroniqueur "revue de presse" à l'émission matinale Salut, Bonjour ! jusqu'en 2000. Il a aussi fait du doublage pour la télé et le cinéma.
Il fut président de l'Union des artistes de 1985 à 1998 et a contribué à cette occasion à la création des instruments de développement du milieu (comme la Caisse d'économie de la culture, le Fonds d'investissement de la culture et des communications - FICC). C'est là qu'il s'est principalement démarqué, après une confrontation avec le gouvernement afin de faire reconnaître légalement le statut de l'artiste.
Serge Turgeon a été nommé membre de l'ordre du Canada, en reconnaissance de son engagement dans la promotion de la vie culturelle et artistique.

## Filmographie

### Cinéma
- 1989 - Les Tisserands du pouvoir : Président St-Jean-Baptiste

### Séries télévisées et téléromans
- 1963-1970 - Les Belles Histoires des pays d'en haut : Léon Dalbrand
- 1963-1967 - Septième nord : patient
- 1966-1977 - Rue des Pignons : Guillaume Joanet
- 1970-1978 - Les Berger : Père Martin Fiset
- 1977-1979 - Faut le faire : Norbert Lachance
- 1978 - Duplessis : Maurice Custeau
- 1978-1984 - Terre humaine : Laurent Dantin
- 1984-1992 - Entre chien et loup : Jérémie L'Heureux
- 1986-1987 - La Clé des champs : Louis Gagnon
- 1987 - Laurier : William S. Fielding
- 1987-1989 - Robert et compagnie : Paul Martineau
- 1990 - Desjardins : La Vie d'un homme, l'histoire d'un peuple : Dr Ladrière

## Doublage
- 1971 - Les Pierrafeu : Grand Boubou
- 1975 - Cosmos 1999 : mentor
- 1979 - Riel : juge Richardson
- 1984 - G.I. Joe: Héros sans frontières : Dechaîné

## Honneurs
- 1990 - Patriote de l'année
- 2001 - Chevalier de l'Ordre national du Québec (C.Q.)
- 2003 - Chevalier de l'ordre de la Pléiade
- 2004 - Membre de l'ordre du Canada (C.M.)